# Biserica de lemn din Lucareț

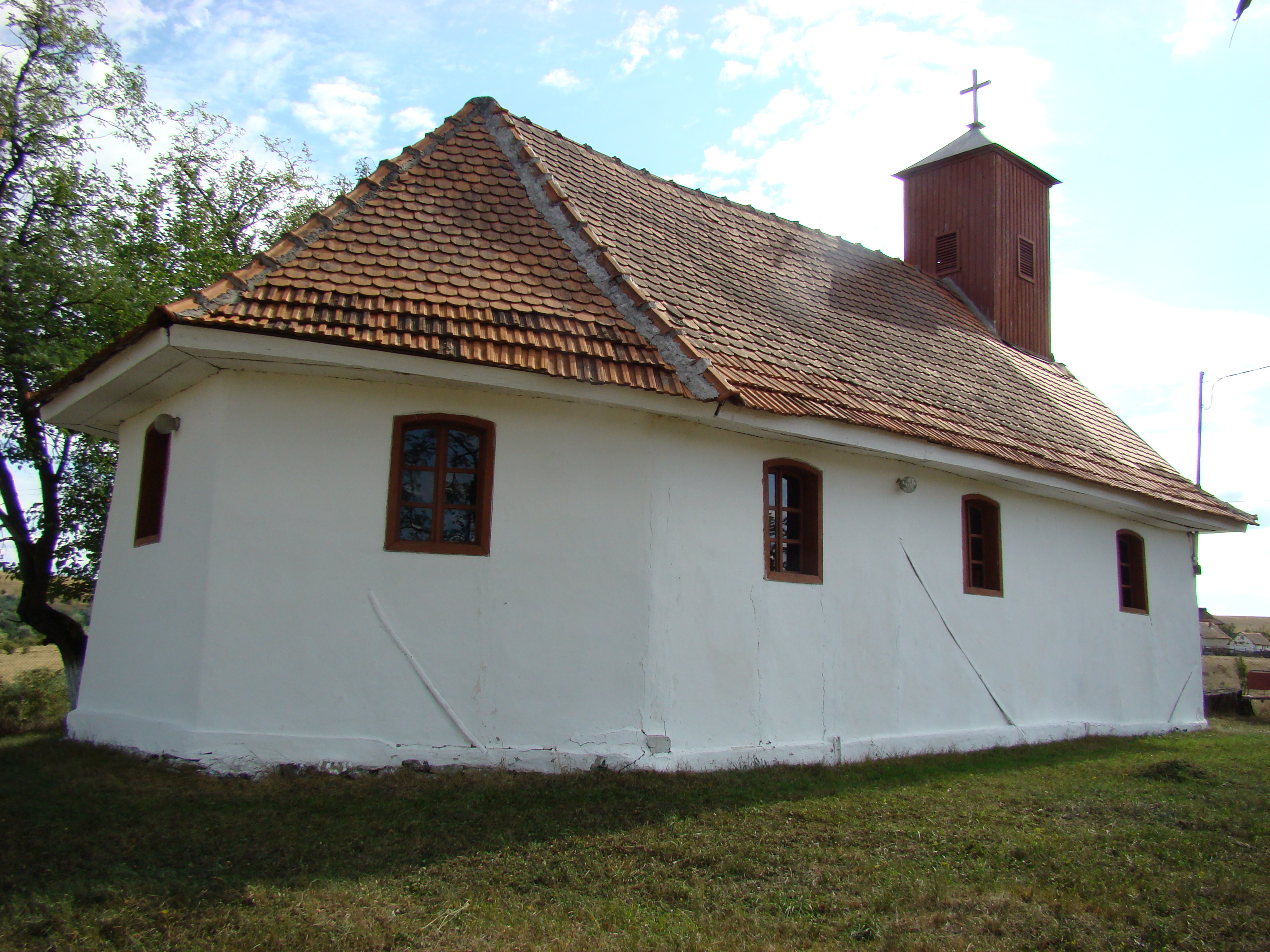
Biserica sârbească de lemn „Sfântul Mucenic Gheorghe” din Lucareţ, comuna Brestovăț, județul Timiș, foto: septembrie 2009.

Biserica sârbească de lemn din Lucareț, comuna Brestovăț, județul Timiș a fost construită în 1790. Biserica are hramul „Sfântul Mucenic Gheorghe” (23 aprilie) și se află pe noua listă a monumentelor istorice sub cod LMI TM-II-m-B-06250.

## Istoric și trăsături
Satul Lucareț este menționat documentar la 1471, când, alături de românii băștinași sunt aduși sârbi refugiați din calea turcilor și colonizați de regele Matei Corvin și de Pavel Chinezu, comitele Timișului, pe mai multe domenii din Banat. În anul 1492 se găsea în posesia familiei nobiliare Doczi, fiind menționat cu denumirea de „Lucarovez" într-un act de hotărnicie din anul respectiv. Conscripția austriacă din anul 1717 îl amintește sub forma „Lucareszi", situat în districtul Făgetului și având 20 de case. Conform tradiției locale, dar și unei însemnări de pe o Evanghelie păstrată în biserică, lăcașul s-ar fi construit prin 1790-1792, cu sprijinul familiei macedo-române Agora. Lucarețul a intrat în stăpânirea celor doi frați Agora, originari din Macedonia, după 1780, când curtea vieneză hotărăște vinderea domeniilor din Banat.
Biserica ortodoxă sârbă, cu hramul „Sfântul Mare Mucenic Gheorghe", este ridicată din bârne din lemn de stejar, având pereții tencuiți cu pământ, atât la exterior, cât și la interior. Din punct de vedere planimetric se înscrie tipului I, cu particularitatea că aici apare la peretele de sud o mică nișă, către extremitatea estică a naosului, cu rolul de a mări spațiul destinat veșmântarului. Peste pronaos se ridică un turn de lemn solid, de formă prismatică, cu un acoperiș conic din tablă. Învelitoarea inițială de șindrilă, a fost schimbată, în timpul unei reparații făcute în 1945, cu țiglă profilată. 

## Imagini din exterior

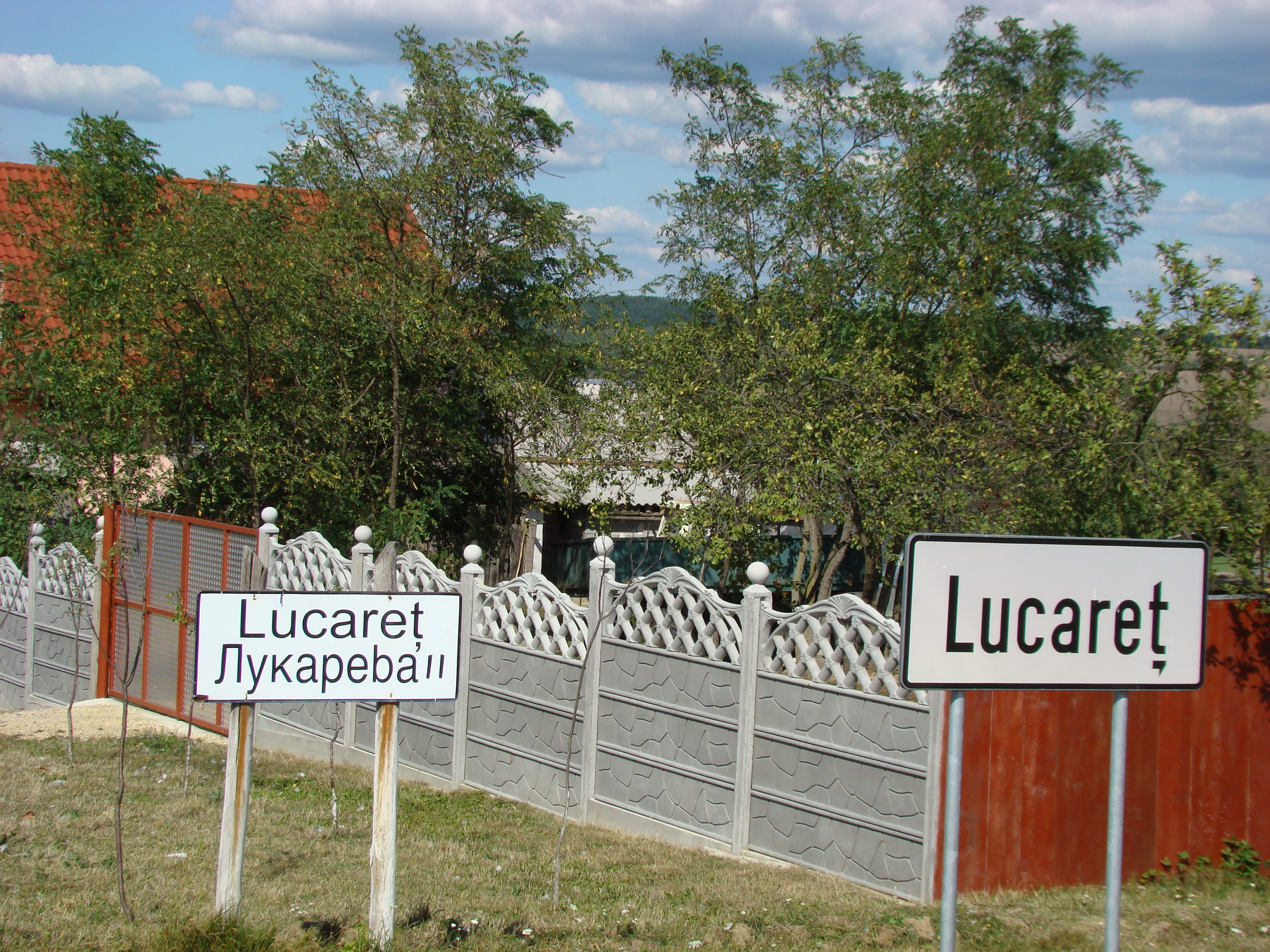
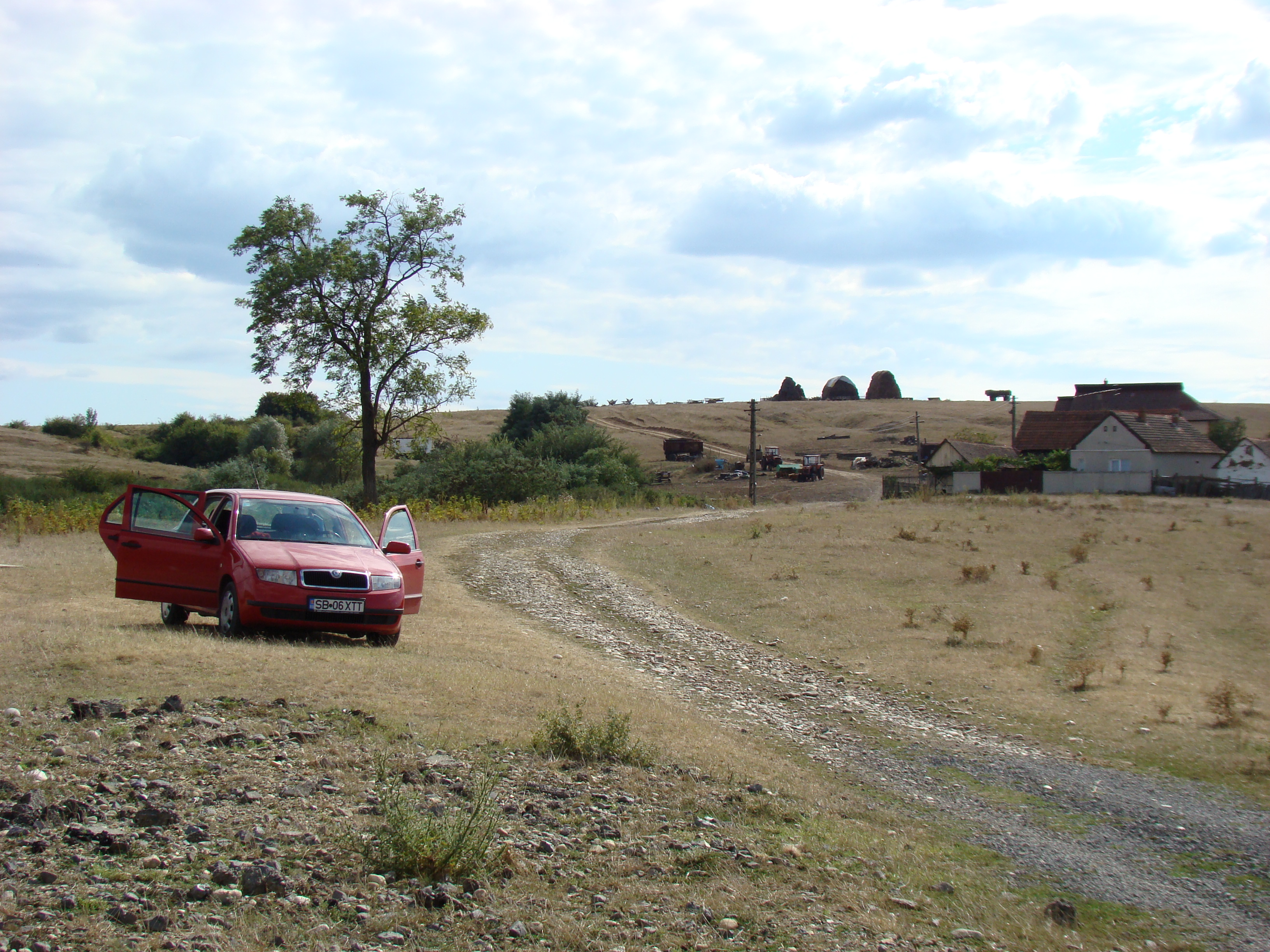
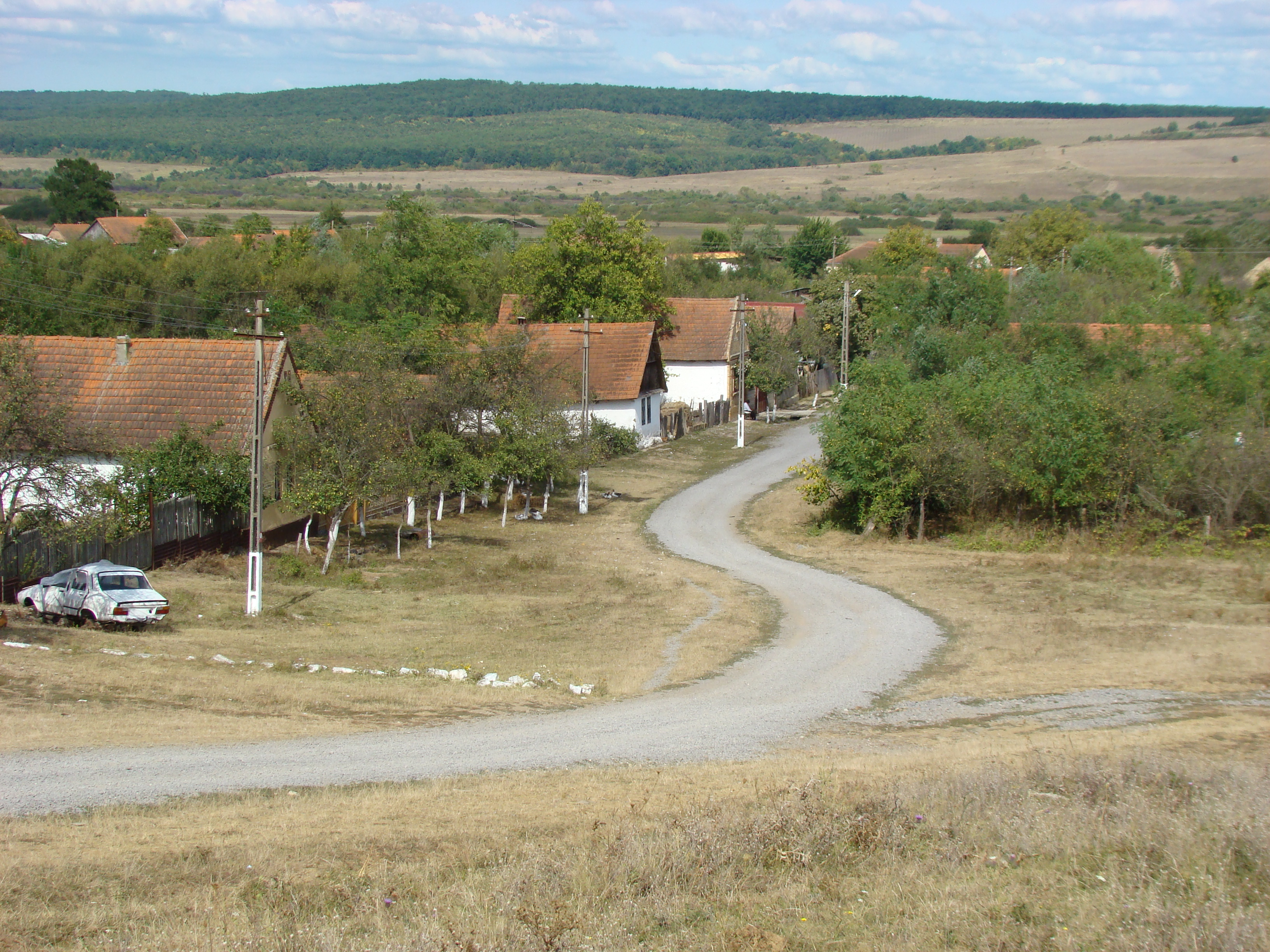
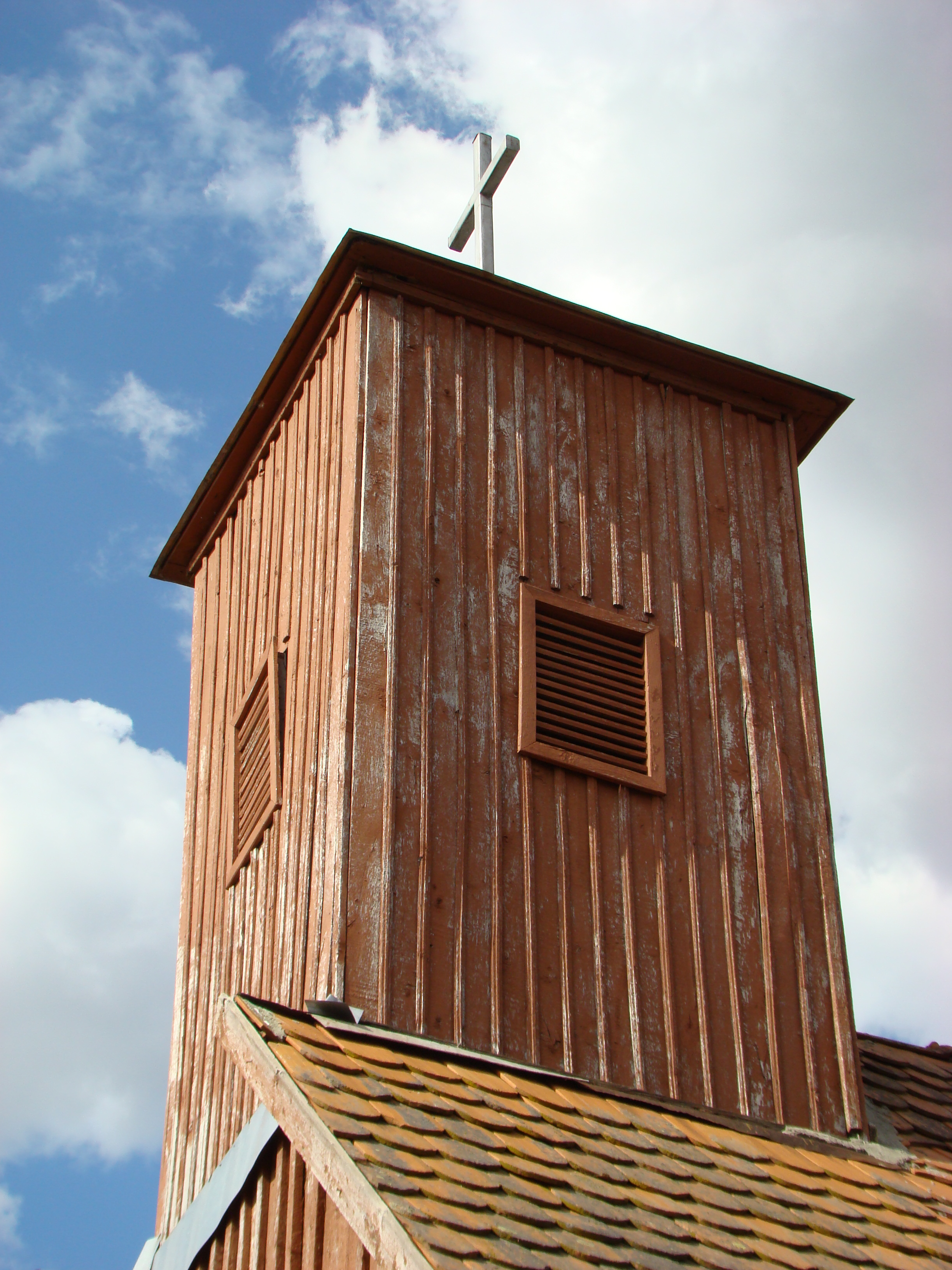
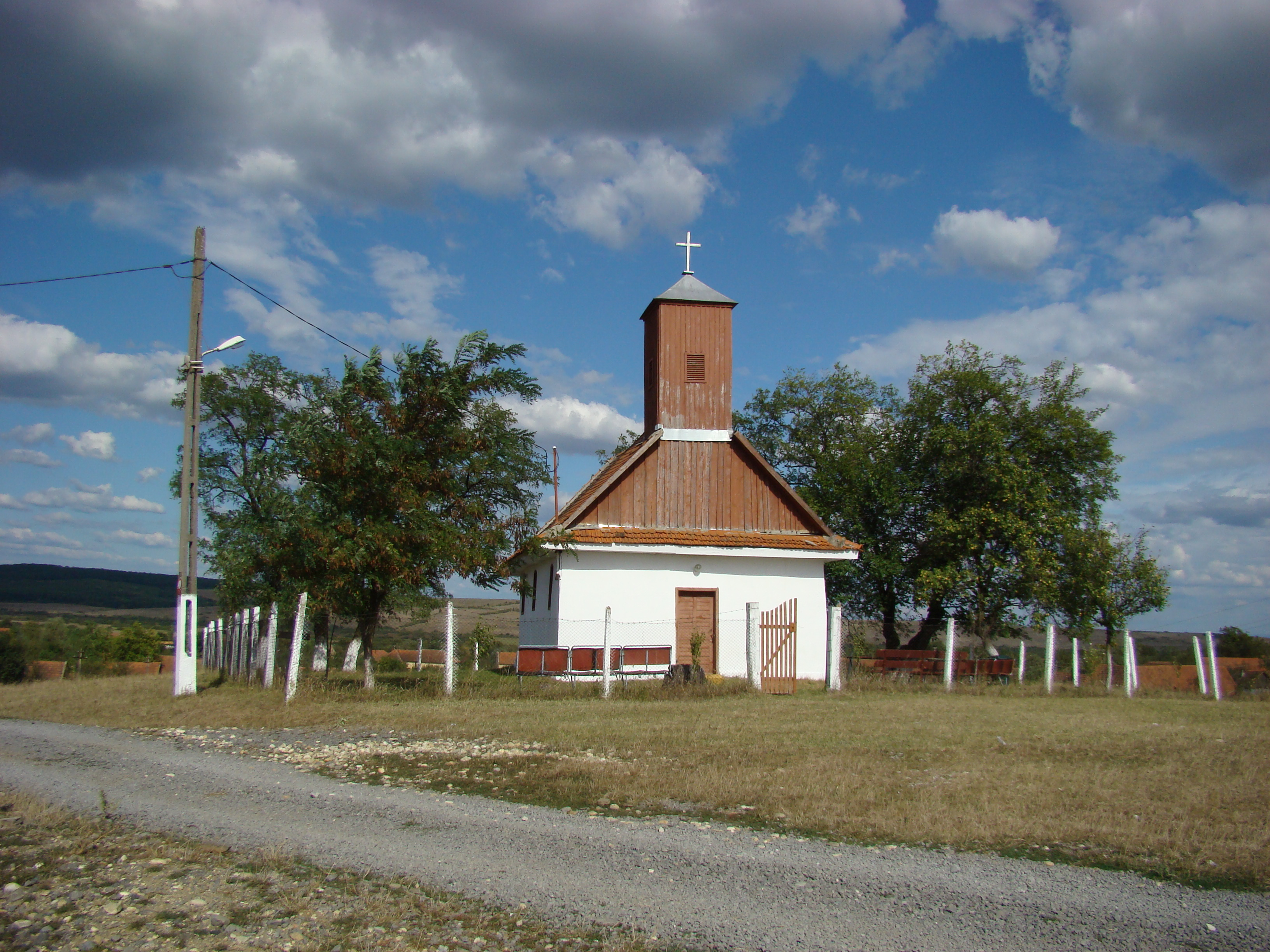
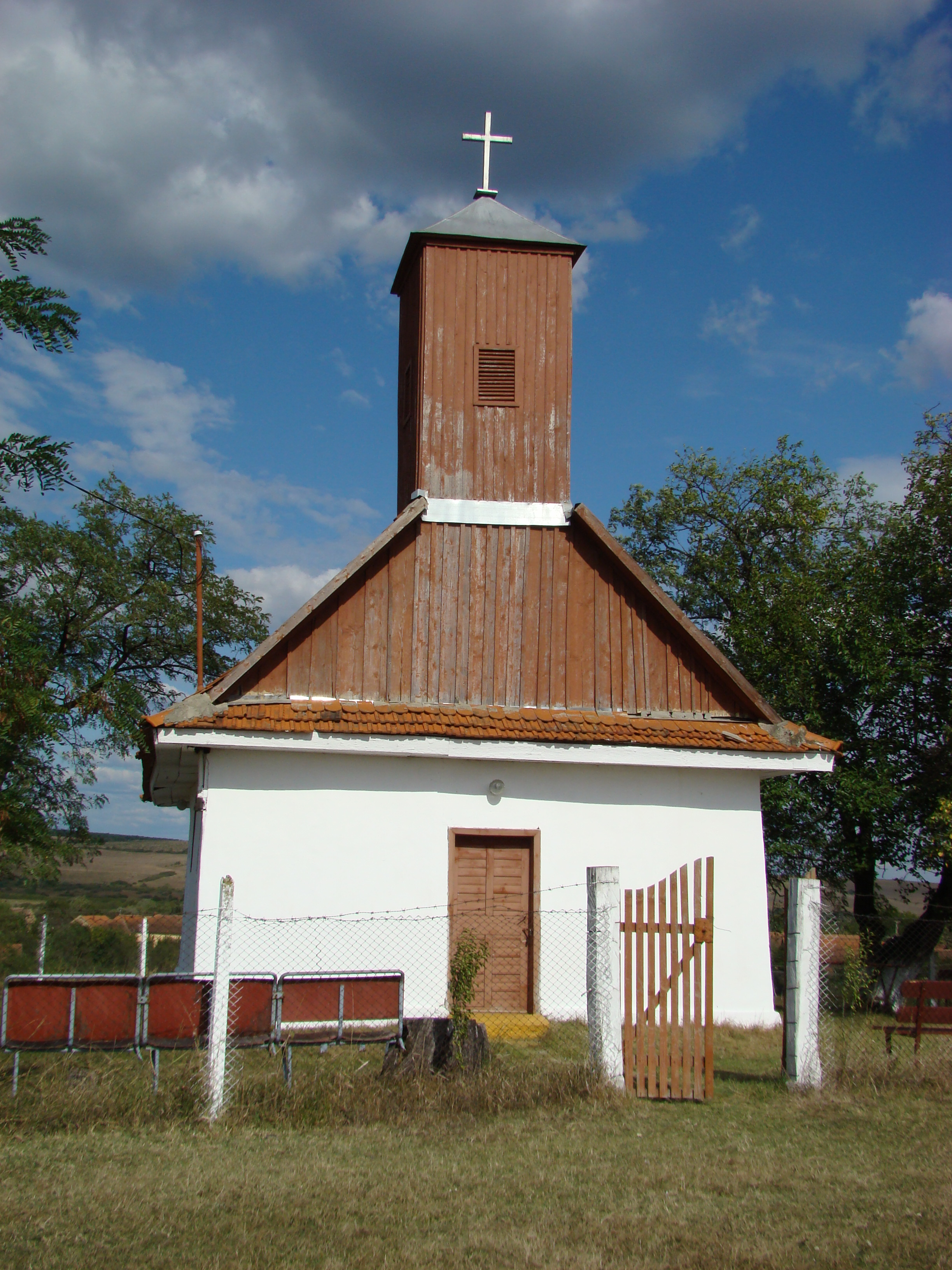
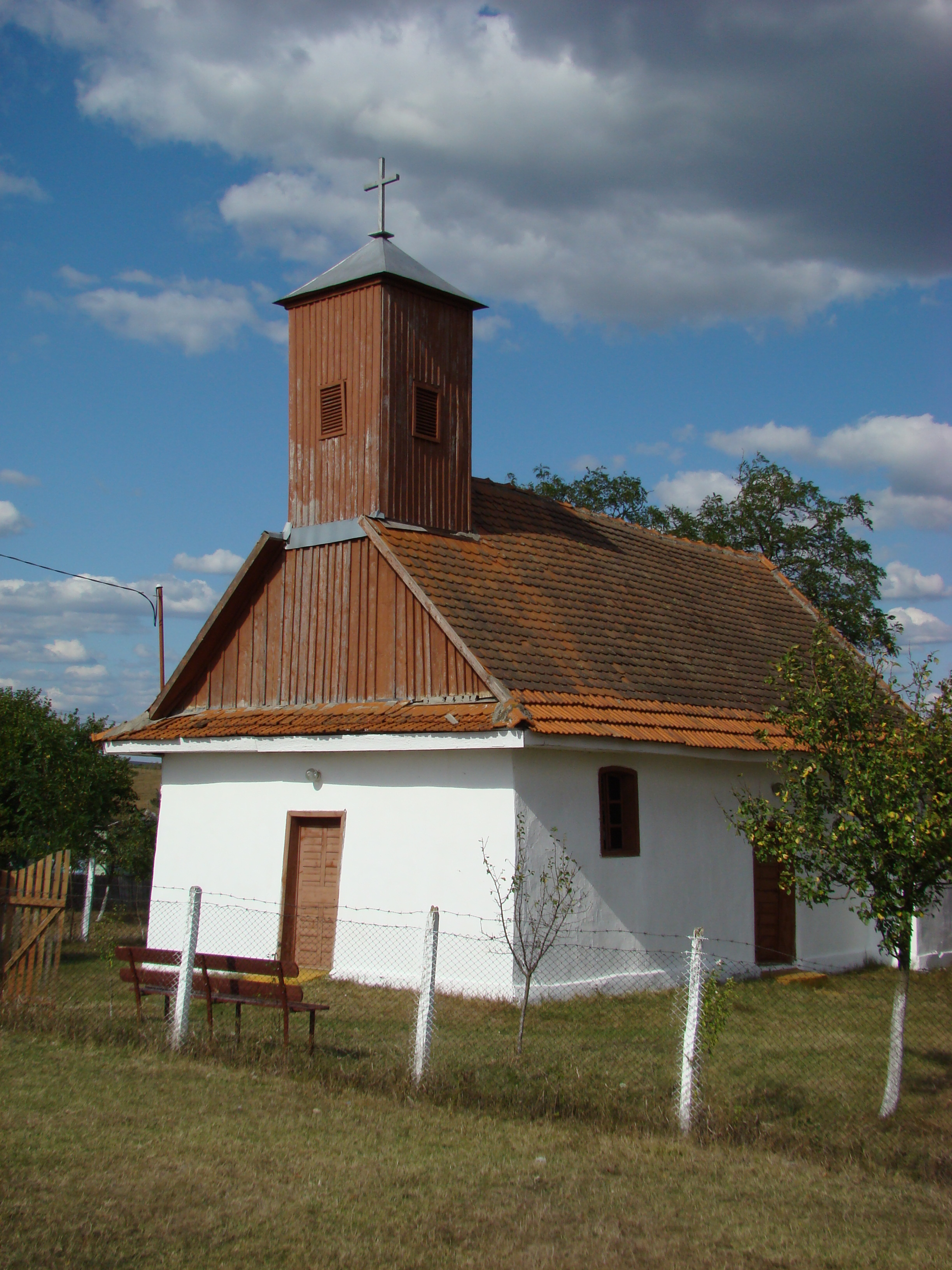
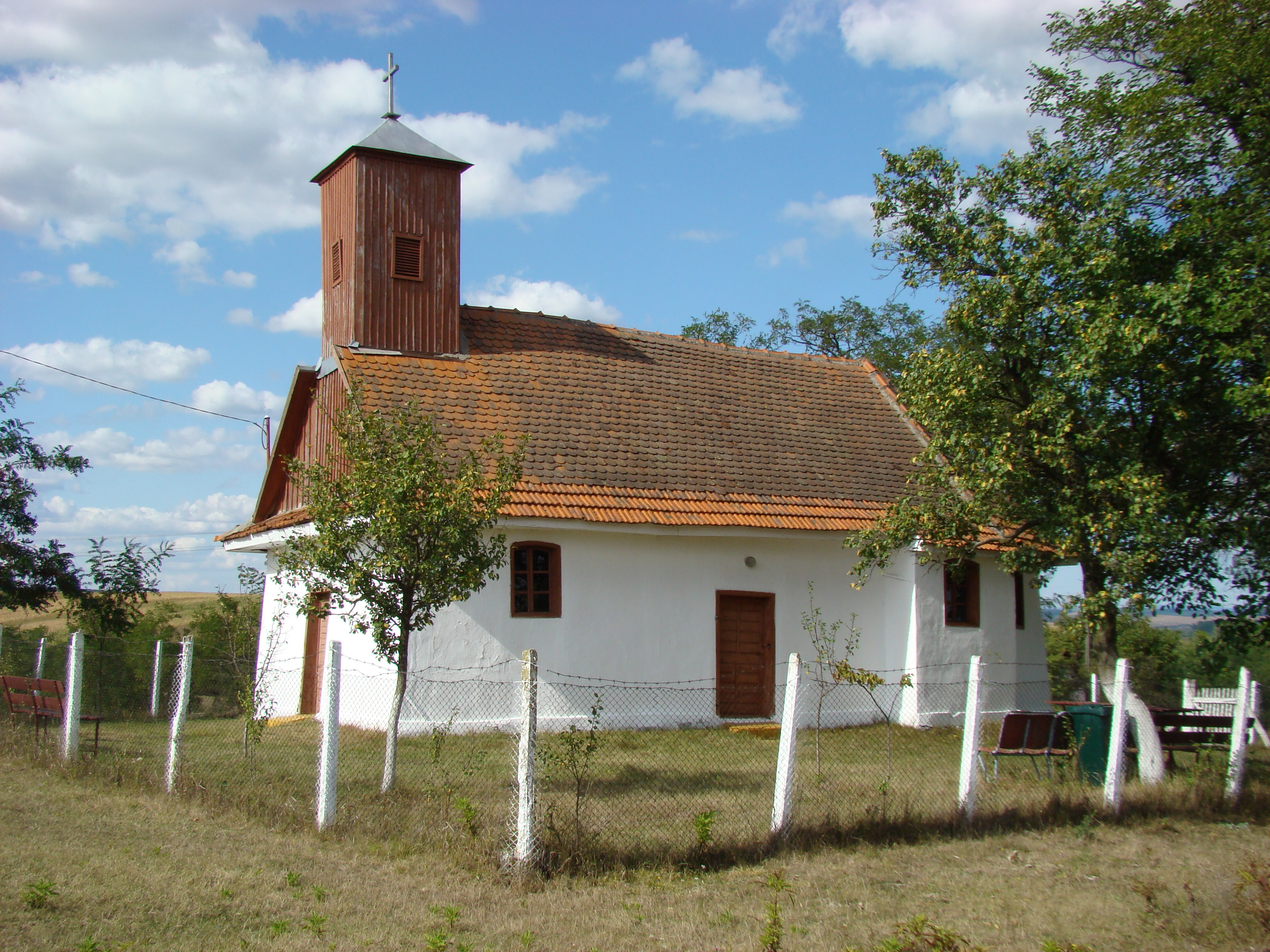
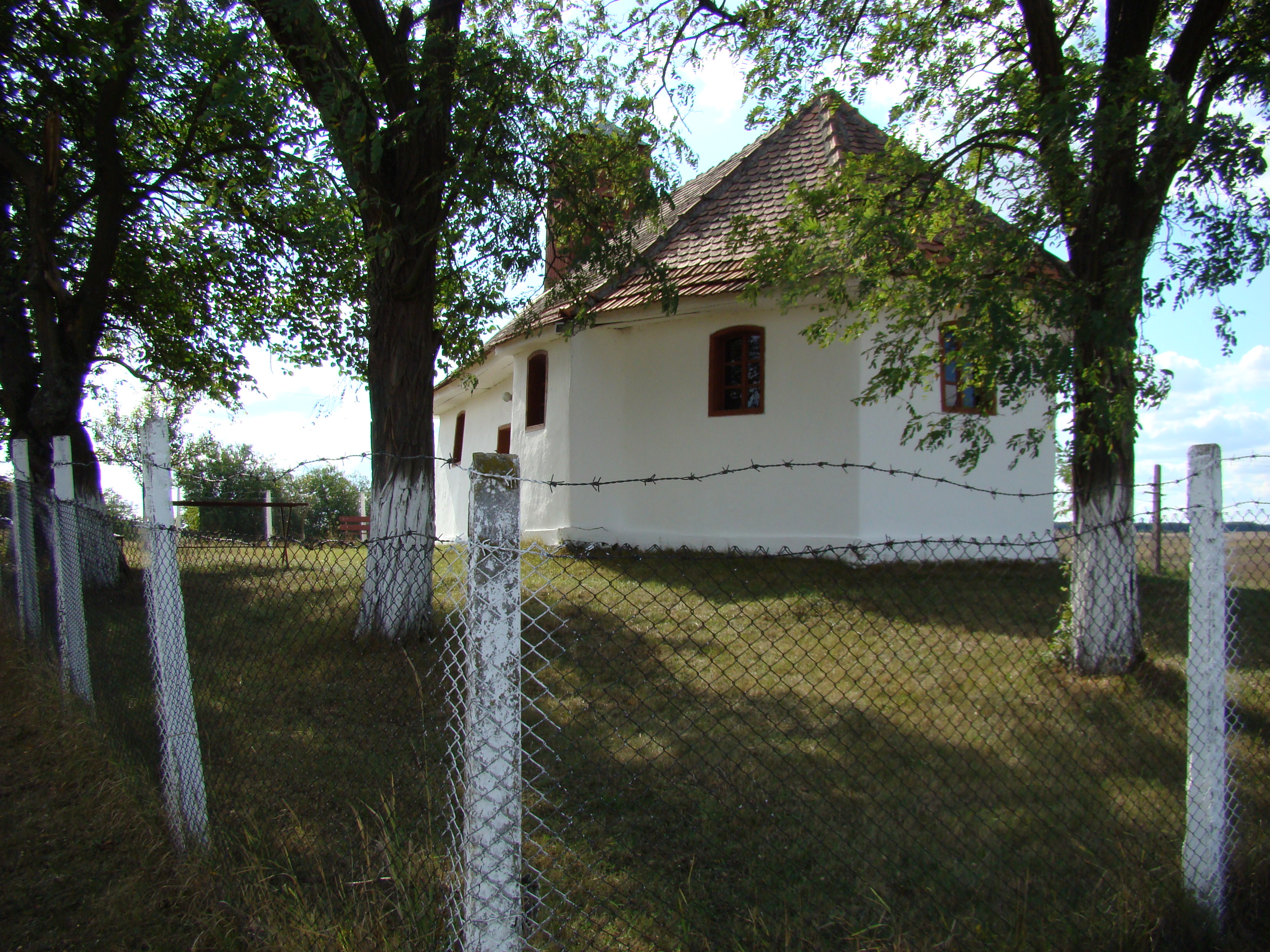
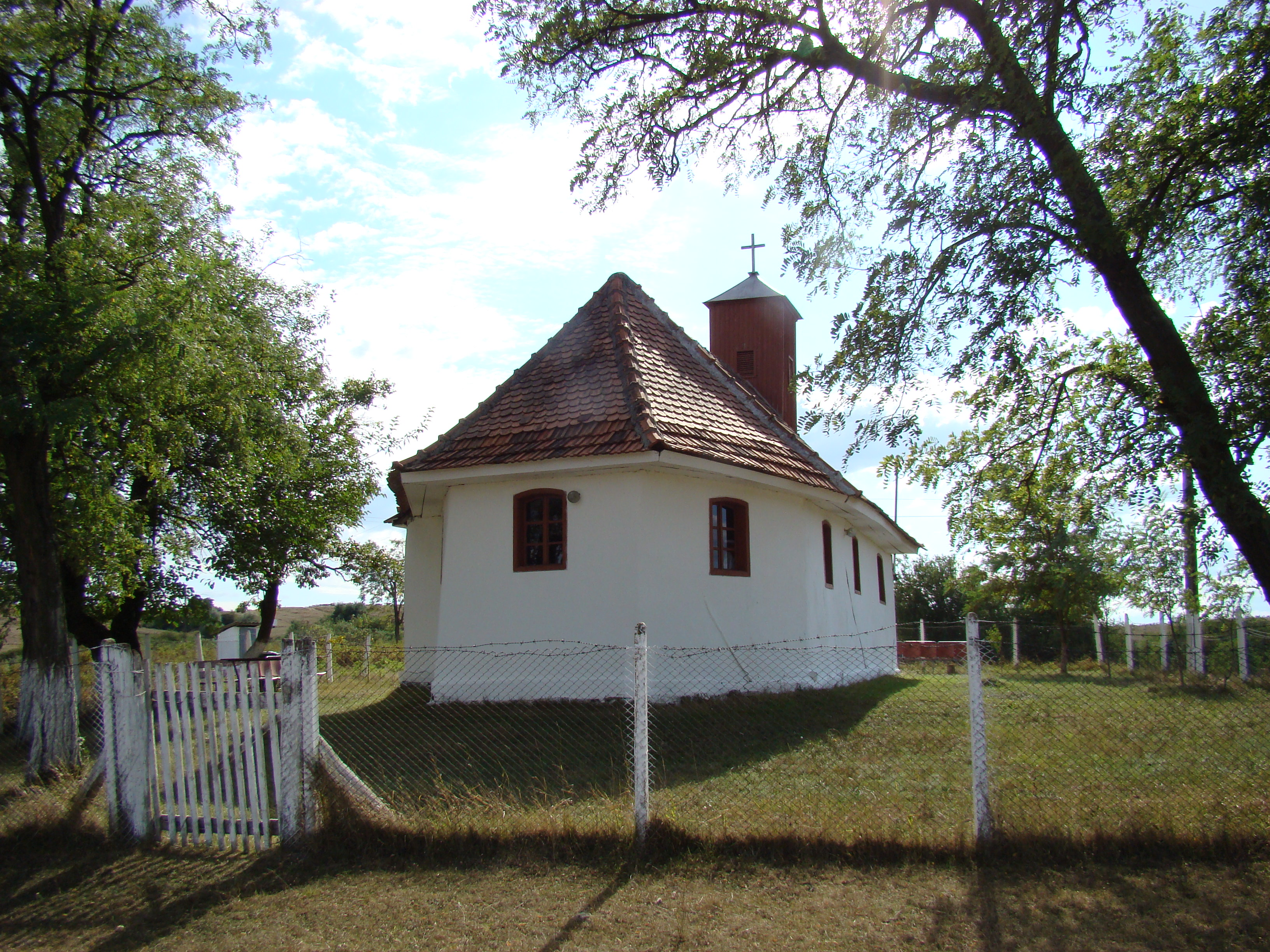
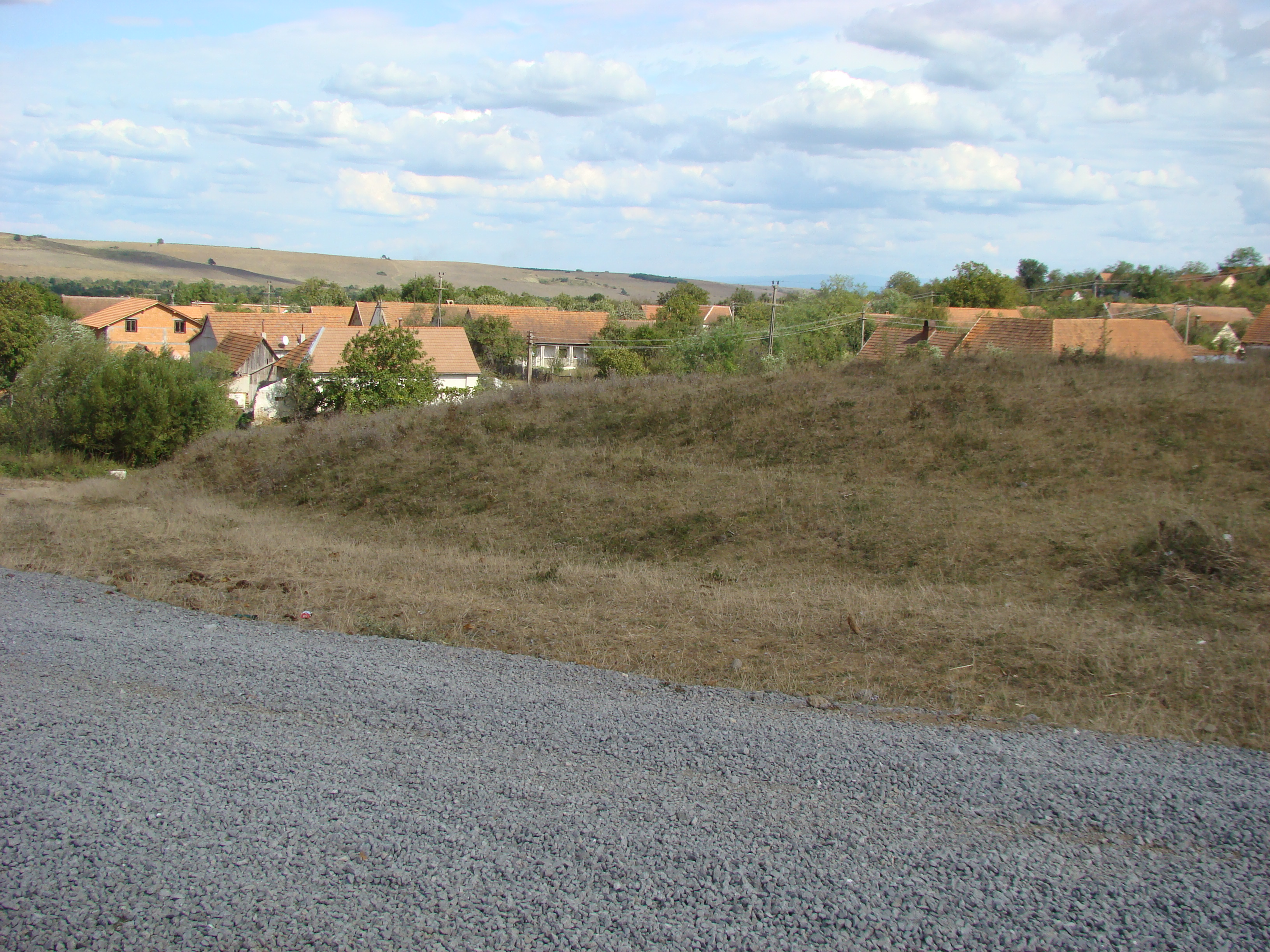
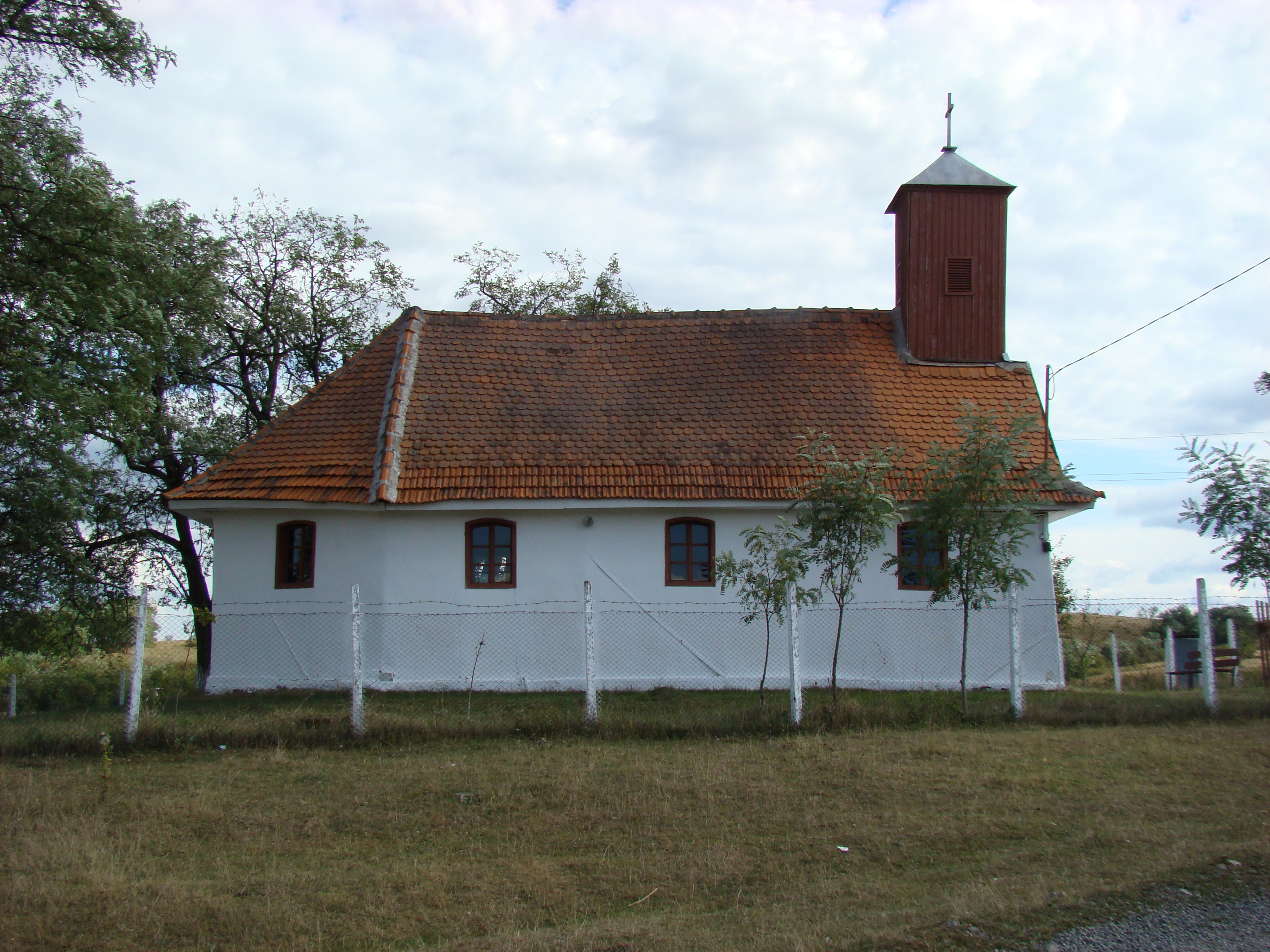
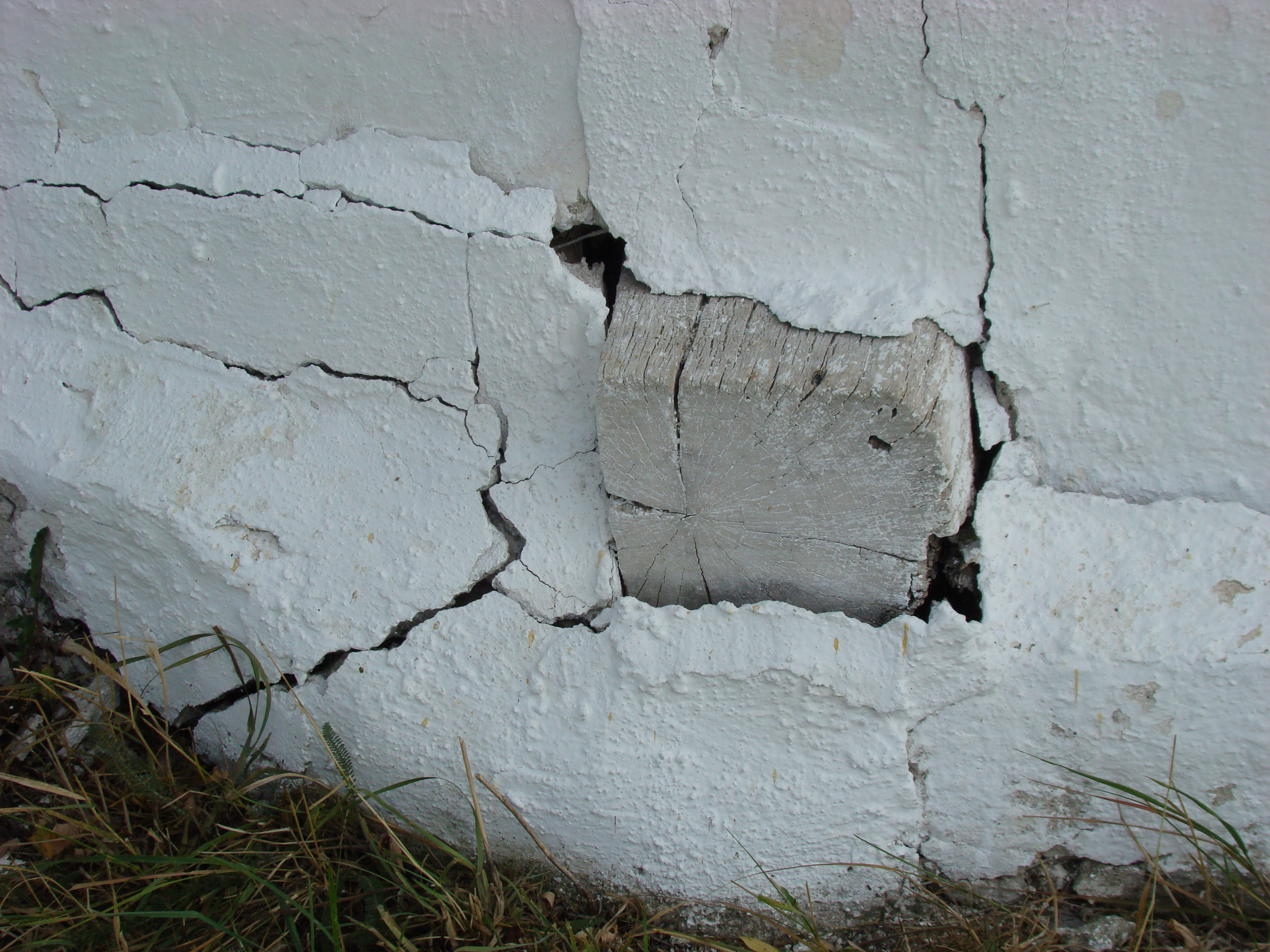
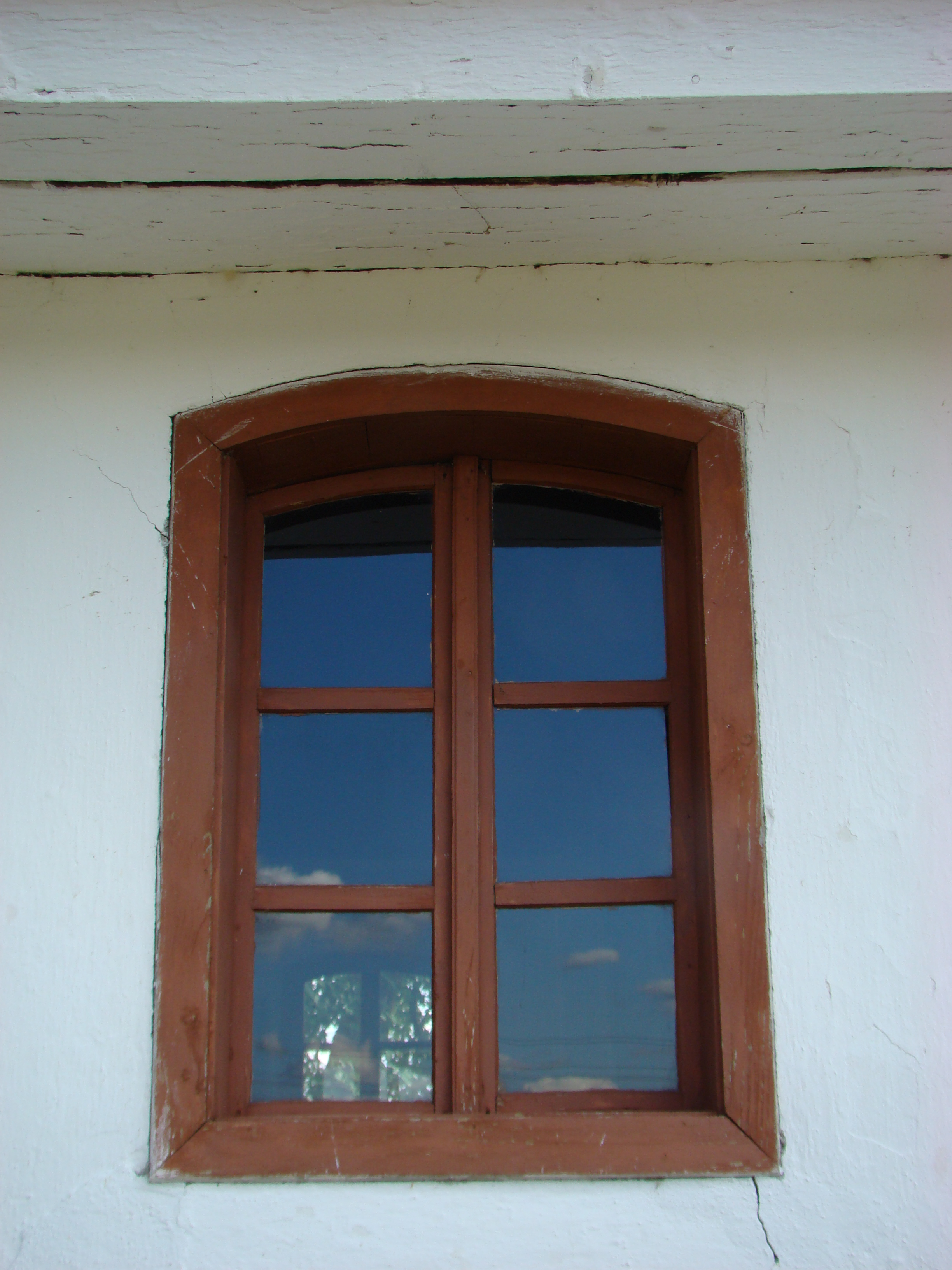
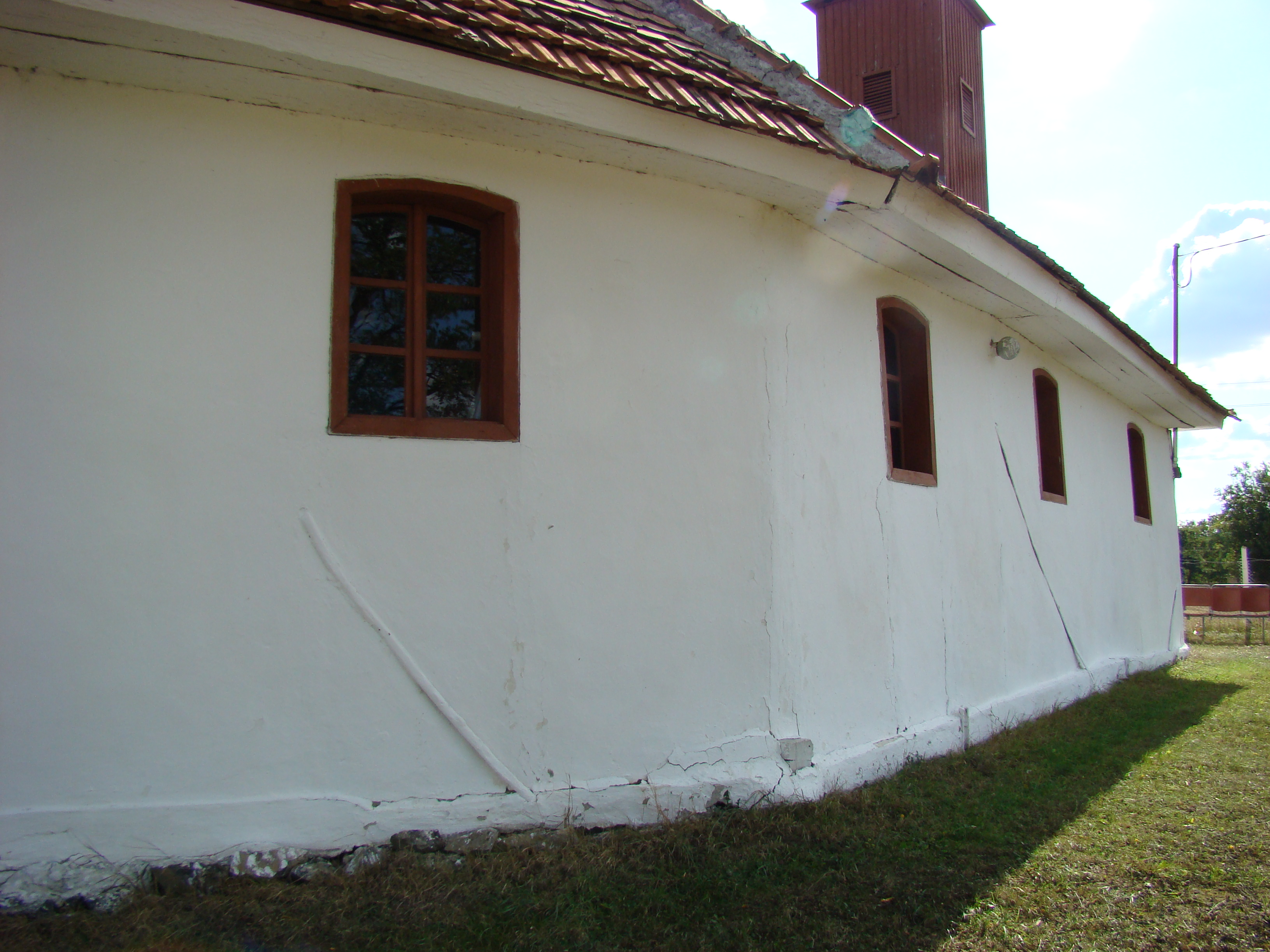
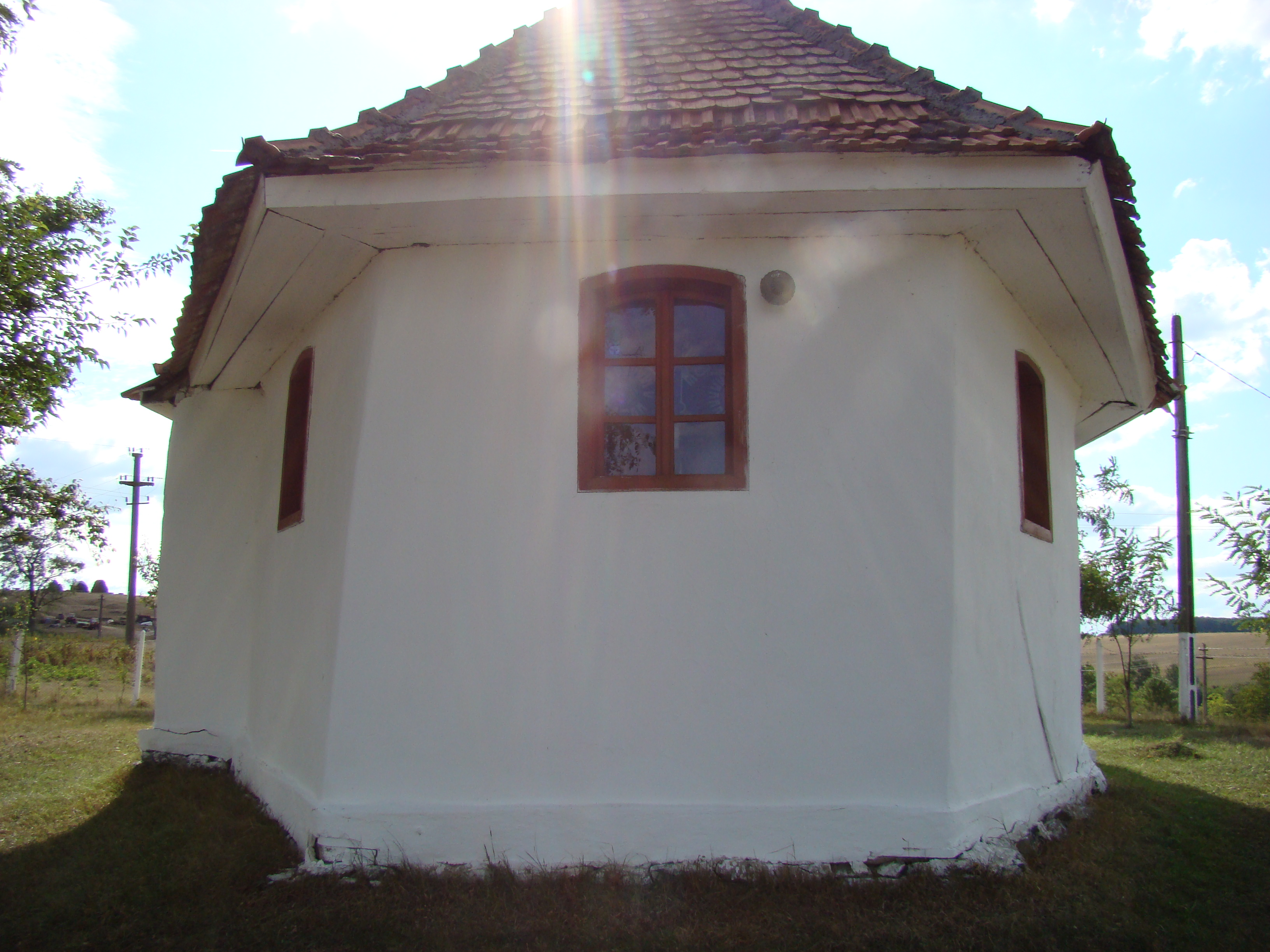
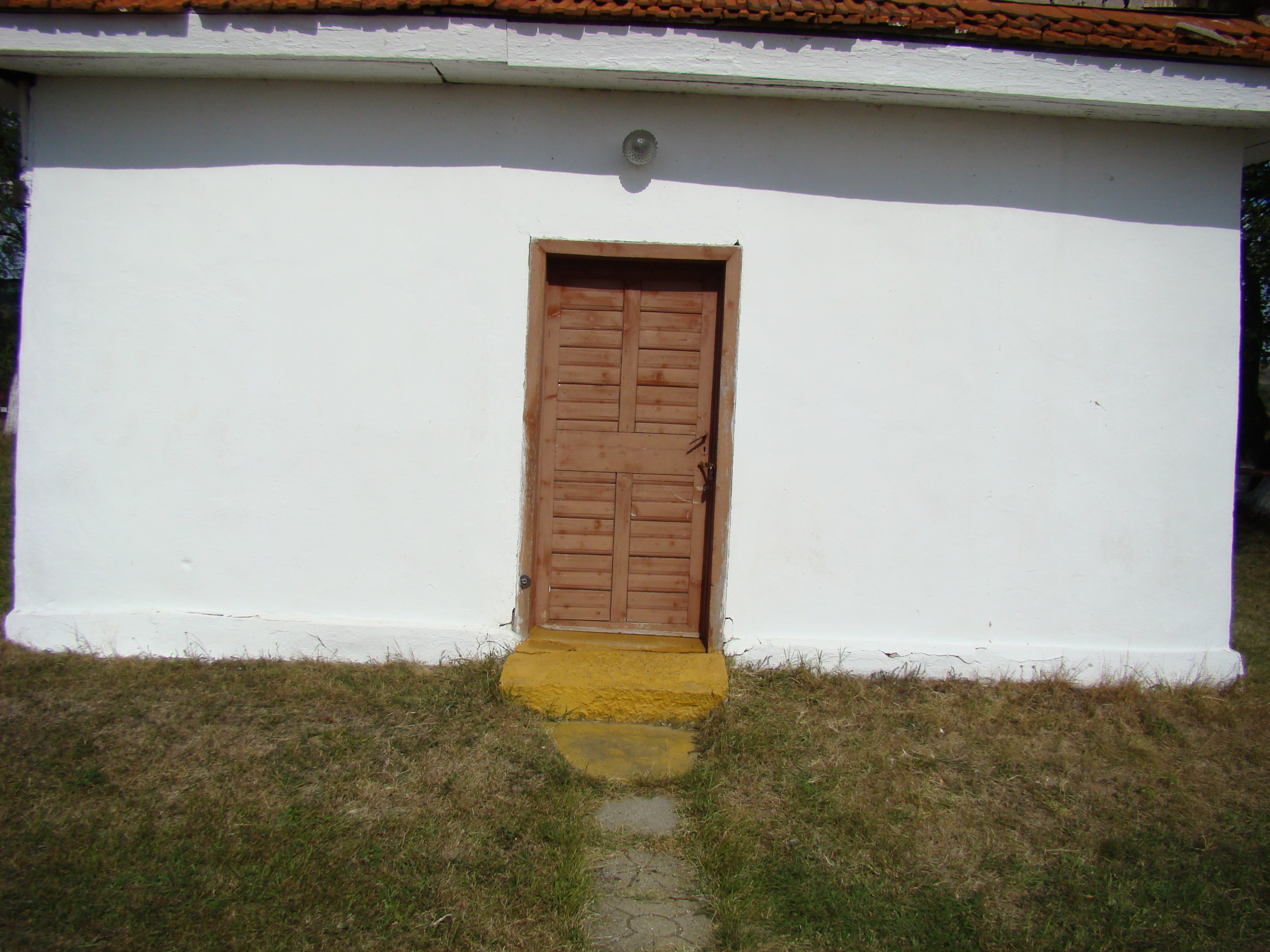
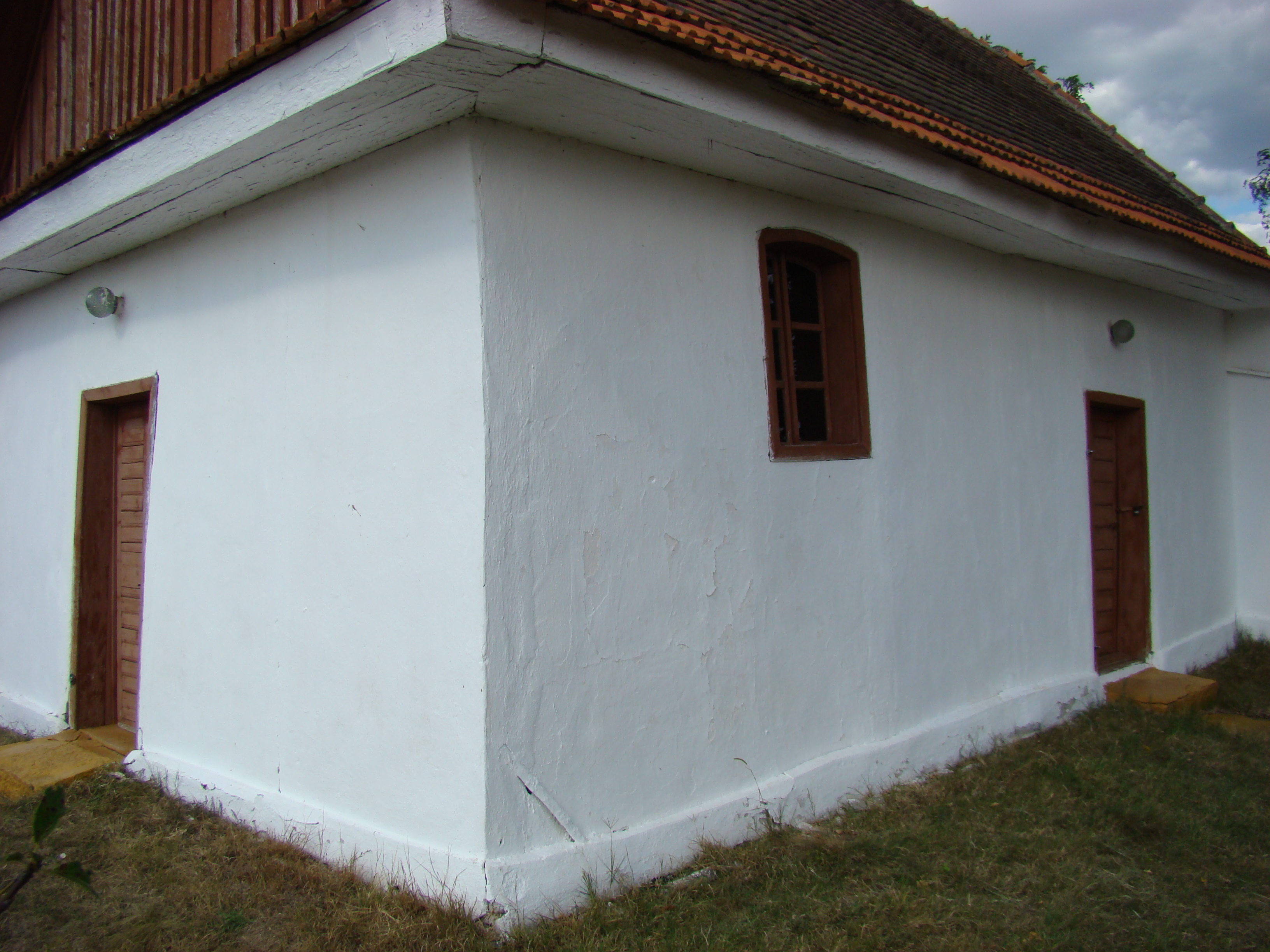
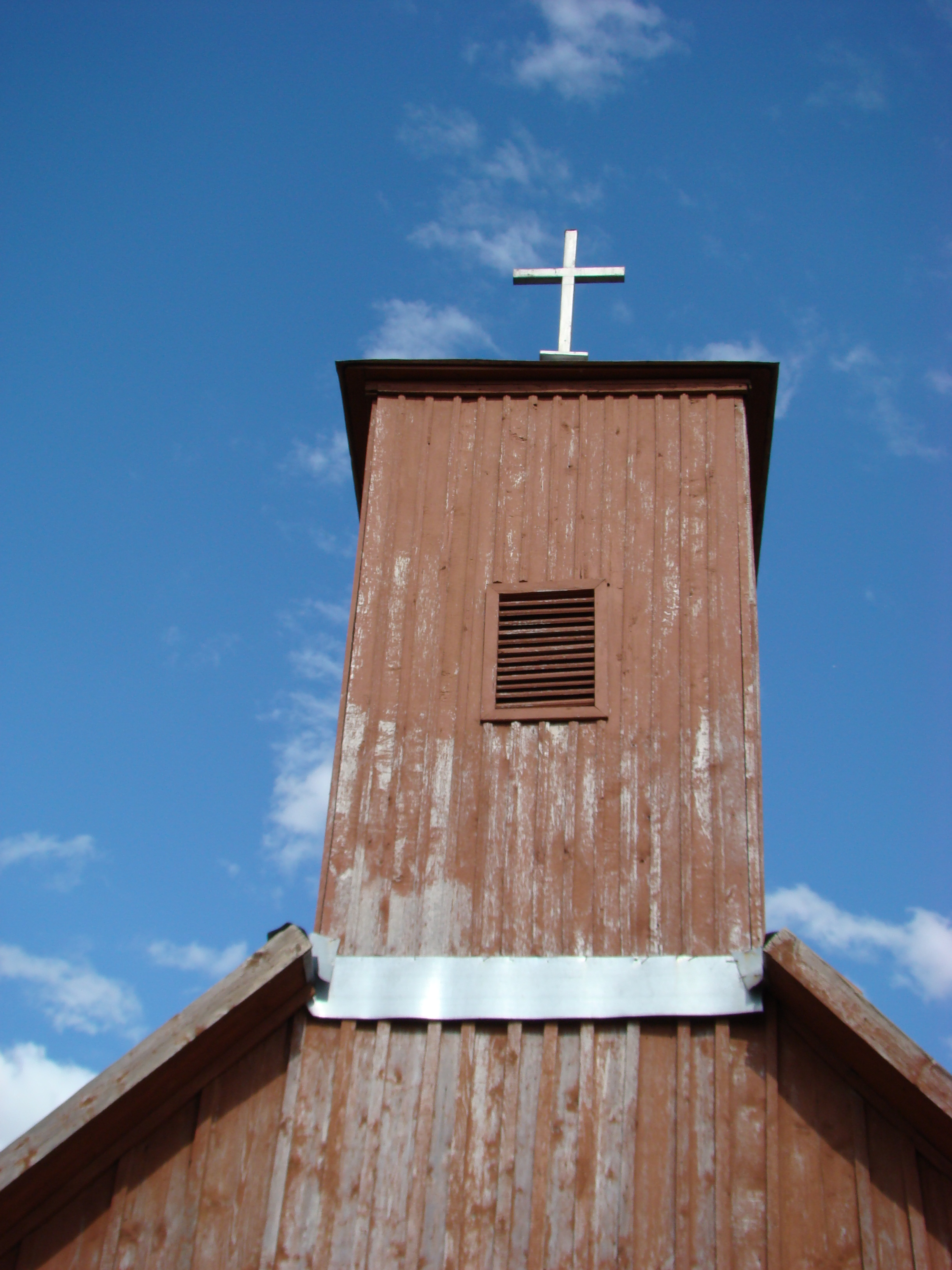
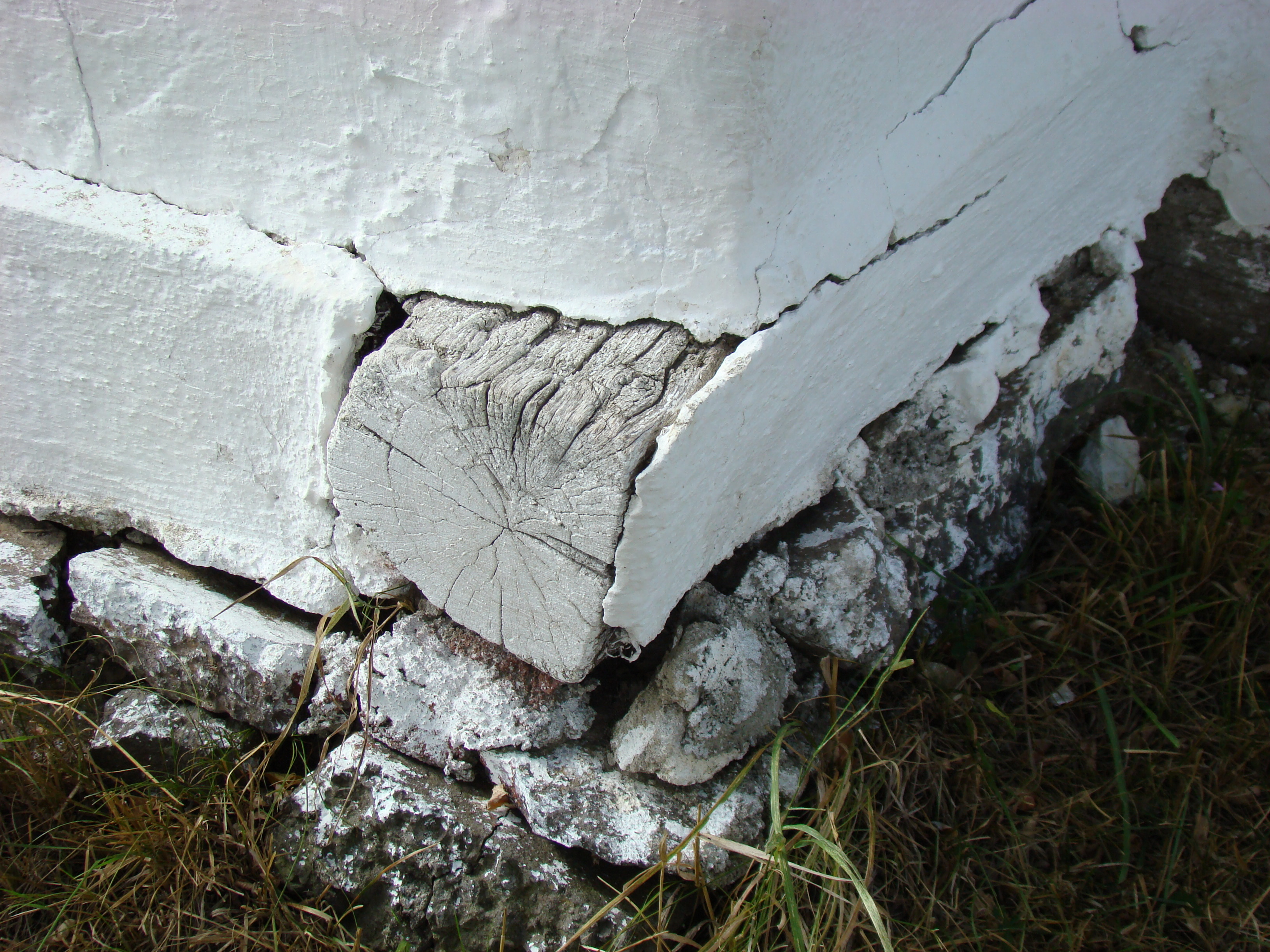
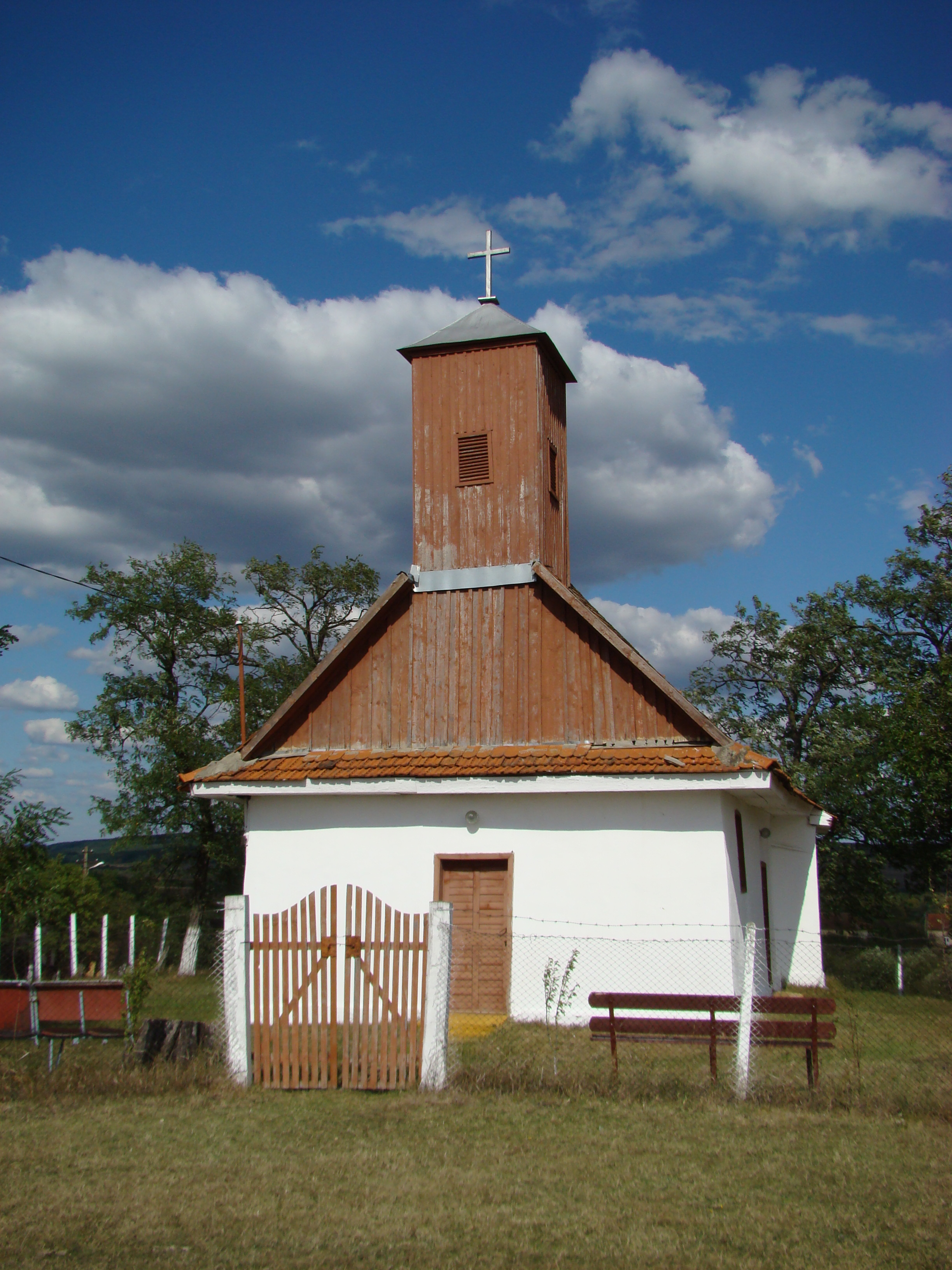
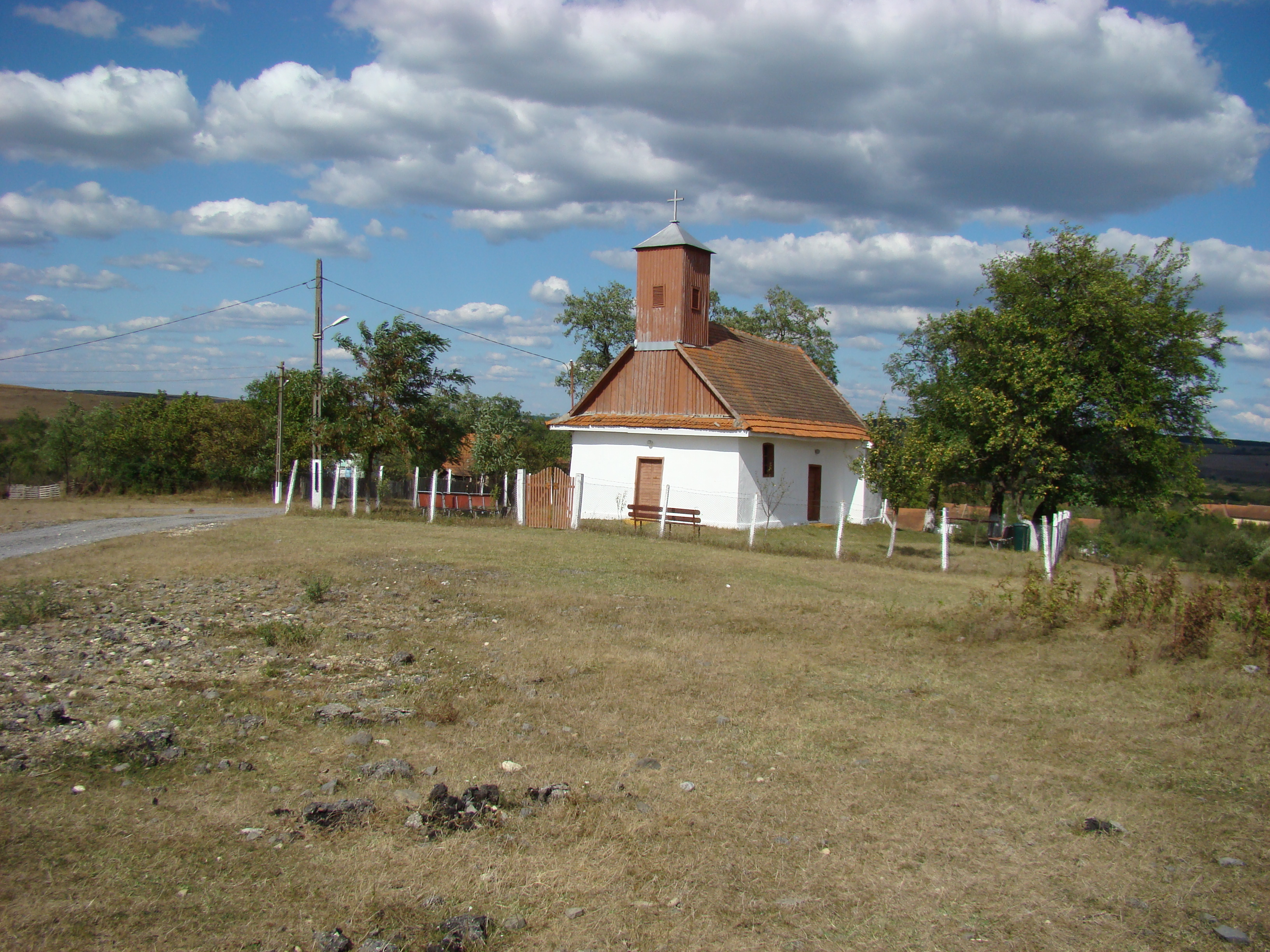
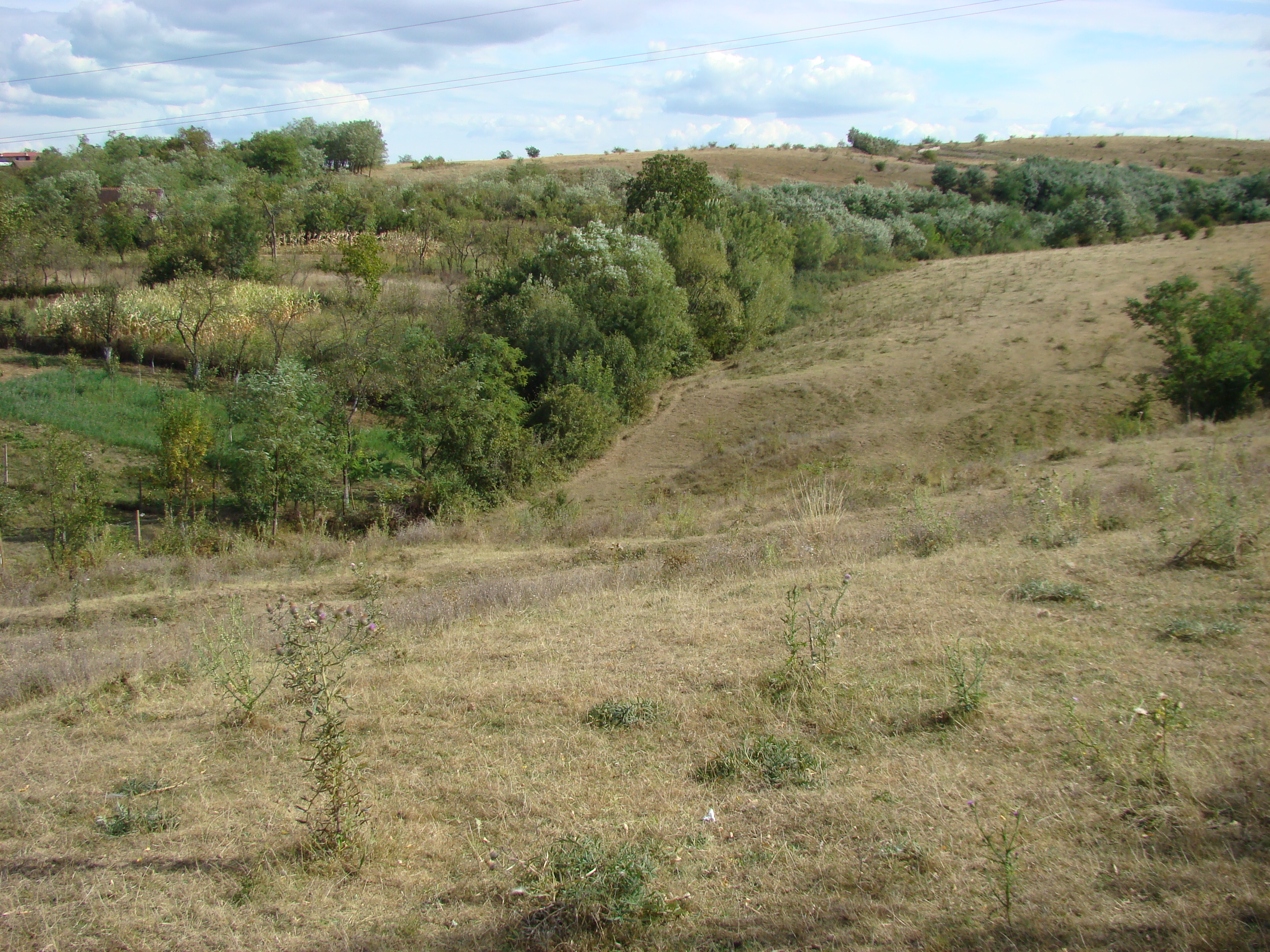
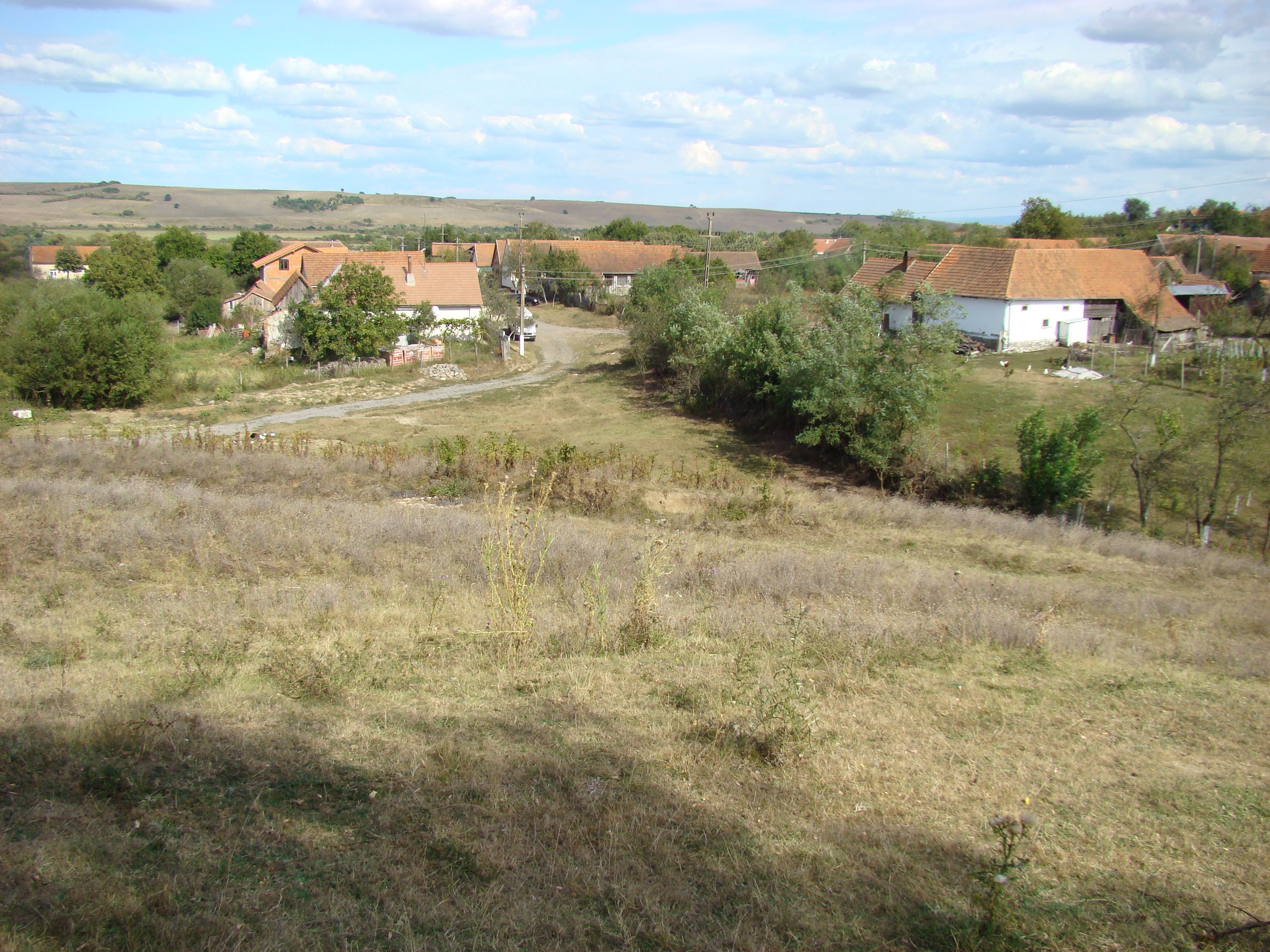